# کارتپه
کارتپه (به ترکی استانبولی: Kartepe) شهری است در کشور ترکیه که در استان قوجاایلی واقع شده‌است. جمعیت این شهر بر اساس سرشماری سال ۲۰۰۸ میلادی ۸۰٬۲۲۱ نفر و بر اساس برآوردهای سال ۲۰۰۹ میلادی ۸۲٬۵۵۱ نفر می‌باشد.